# Saint-Mammès
Saint-Mammès är en kommun i departementet Seine-et-Marne i regionen Île-de-France i norra Frankrike. Kommunen ligger i kantonen Moret-sur-Loing som tillhör arrondissementet Fontainebleau. År 2022 hade Saint-Mammès 3 232 invånare.

## Befolkningsutveckling
Antalet invånare i kommunen Saint-Mammès
| Referens: INSEE |